# Glinna Wąska
Glinna Wąska (niem. Langer Gliensee, Der lange Gliensee) – jezioro na Równinie Wełtyńskiej, położone w województwie zachodniopomorskim, w powiecie gryfińskim, w gminie Stare Czarnowo.
Powierzchnia akwenu wynosi 12,5 ha. Do jeziora wpływa ciek z Jeziora Dereń.
Jezioro Glinna Wąska powstało wskutek procesu wypłycania się południowo-wschodniej zatoki, która oddzieliła się od reszty jeziora Glinna Wielka. Obecnie poprzez wąską i płytką cieśninę, stanowiącą część dawnej Zatoki Promna o dług. ok. 300 m łączy się z jeziorem Glinna Wielka. Woda w jeziorze nie jest przezroczysta, a dno muliste. Brzegi od południa i wschodu wysokie (do 12 m), zarośnięte drzewami i krzewami; brzeg północny jest częściowo podmokły.